# Арху II
Арху (Арку) II (*д/н — бл. 1071) — 9-й маї (володар) держави Канем в 1035—1071 роках (за іншою хронологією — 1023—1067).

## Життєпис
Походив з династії Дугува. Син маї Булу. Успадкував трон у 1023 або 1035 році. Спрямував зусилля на зміцнення торгівлі та караванних шляхів. Для цього розмістив військові загони з рабів в оазах на заході та півноіч держави — Дірку й Сегедіма в долині Кавар та оазі Зуїлі в Феццані.
Підтримував поширення ісламу в більшості областях своєї держави. Водночас зберігав вірність анімізму. Цього вимагало економічні інтереси, оскільки важливим торгівельним партнером залишалася імперія Вагаду. Водночас проникнення та затвердежння мусульман на півночі Феццану, тобто на кордоні з Канемом, також примушувало до дотримання мирних стсоунків з ісламським світом.
Помер у 1067 або 1071 році в оазі Зуїлі за невідомих обставин. Трон спадкував родич Гуа.